# Giuseppe Spinelli
Giuseppe Spinelli (ur. 1 lutego 1694, zm. 12 kwietnia 1763) – włoski kardynał.

## Życiorys
Pochodził z Neapolu. Ukończył studia na uniwersytecie La Sapienza w Rzymie, uzyskując tytuł doktora praw. Internuncjusz we Flandrii 1721–25, nuncjusz 1725–31. Tytularny arcybiskup Koryntu 1725-34. Sekretarz Kongregacji ds. Biskupów i Zakonników 1731-34. W grudniu 1734 uzyskał nominację na arcybiskupa Neapolu, a miesiąc później – na kardynała prezbitera. W 1753 awansował do rangi kardynała biskupa Palestriny, rok później zrezygnował z arcybiskupstwa neapolitańskiego. Prefekt Kongregacji Rozkrzewiania Wiary od 1756. Biskup Porto e Santa Rufina (1759-61) oraz Ostia e Velletri (1761-63). Był jednym z liderów stronnictwa Gorliwych w Świętym Kolegium, które sprzeciwiało się świeckim naciskom na Stolicę Apostolską oraz na wybór papieży. Zmarł w Rzymie, został pochowany w kościele Ss. XII Apostoli.